# جیسون استوارت
جیسون استوارت (انگلیسی: Jason Stuart؛ زادهٔ ۱۳ ژانویهٔ ۱۹۵۹) هنرپیشه و کمدین اهل ایالات متحده آمریکا است.
وی در نیویورک به دنیا آمد و در لس آنجلس بزرگ شد.
این بازیگر، به صورت آشکارا همجنسگراست.
از جمله فیلم‌هایی که وی در آنها بازی کرده‌است می‌توان به پلیس کودکستان، دکتر هاوس، فیلادلفیا همیشه آفتابی است، افسون‌شده، شهر خرس ۲: خواستگاری، گمشده و پیداشده و تولد یک ملت (فیلم ۲۰۱۶) اشاره کرد.